# قانون پایان دادن به اسارت نهنگ‌ها و دلفین‌ها
قانون پایان دادن به اسارت نهنگ‌ها و دلفین‌ها (به فرانسوی: Loi visant à mettre fin à la captivité des baleines et des dauphins) قانون پارلمان کانادا است. این قانون که در سال ۲۰۱۹ به تصویب رسید، دستگیری و نگهداری در اسارت گونه‌های دریایی (آرایه‌های زیست‌شناختی شامل نهنگ‌ها، دلفین‌ها و گرازهای دریایی) را ممنوع می‌کند. زمانی که قانون برای نخستین بار لازم الاجرا شد، یک بند گراندفادر برای آب‌بازسانان در اسارت و استثناءهای دیگر وجود دارد، مانند جایی که یک دولت استانی مجوز نگهداری از آب‌بازسان را برای اهداف پژوهشی صادر کرده است.